# Grenze zwischen Portugal und Spanien

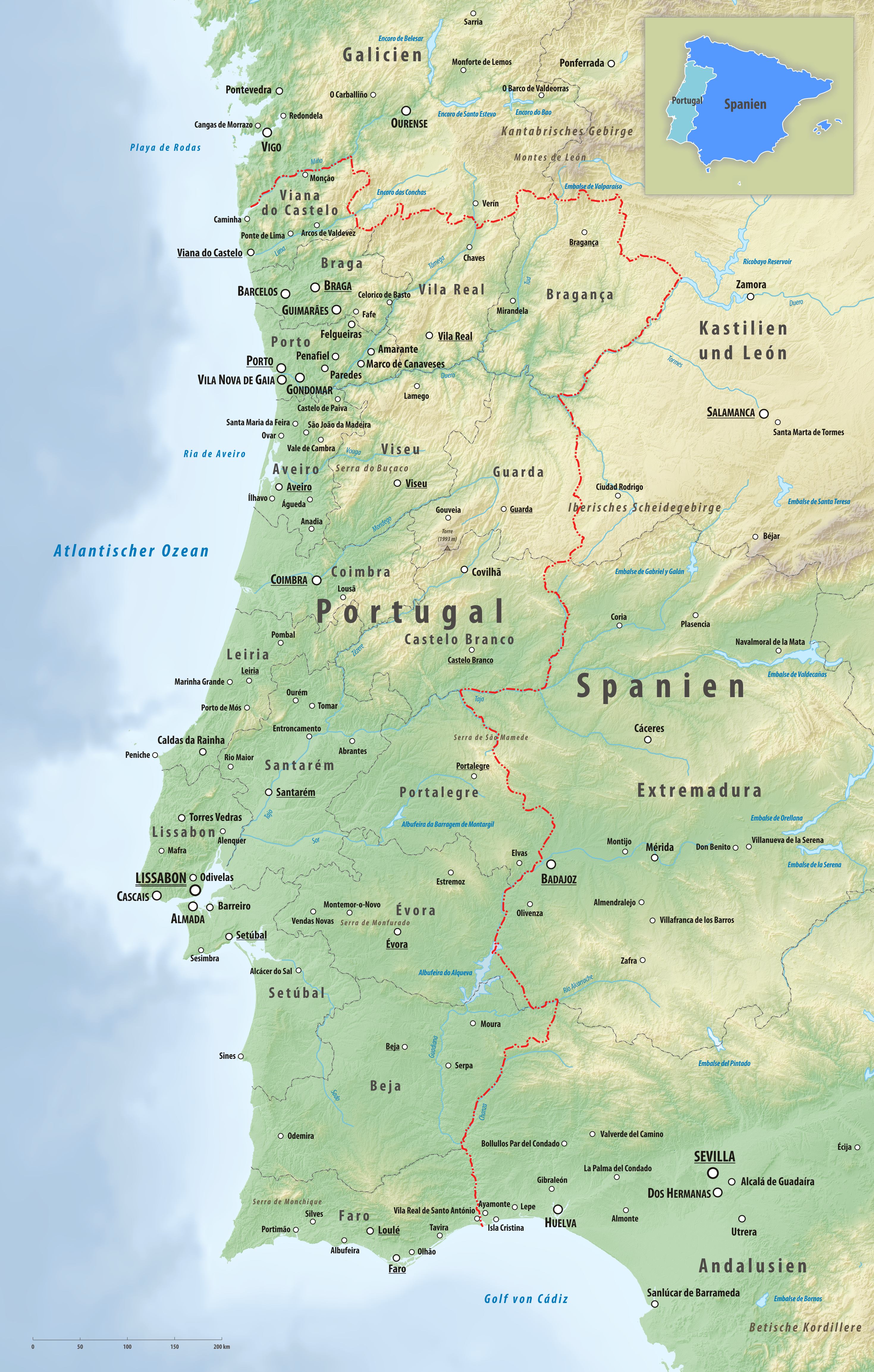
Grenzverlauf Portugal-Spanien

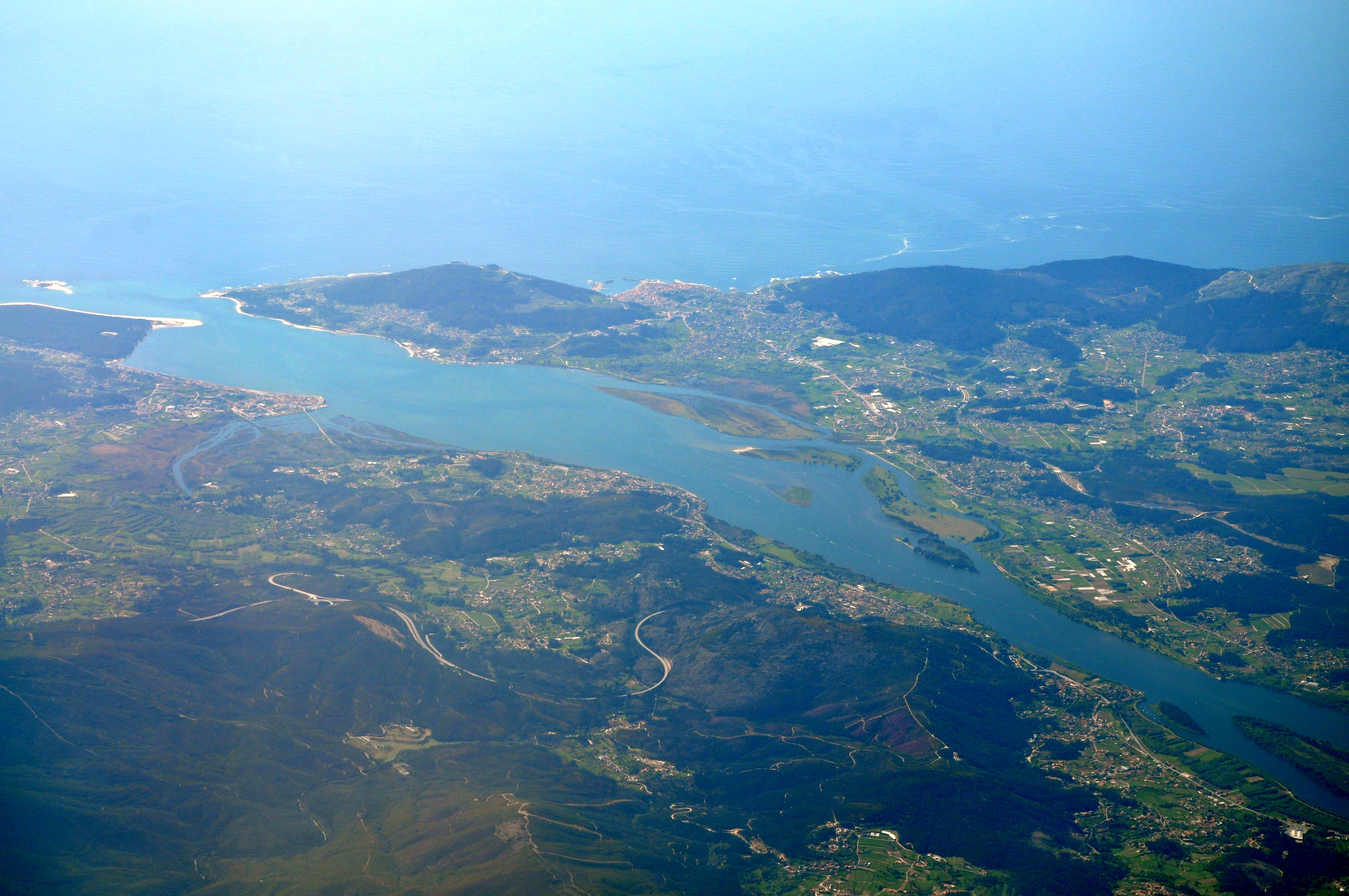
Grenzfluss Rio Miño in A Guarda

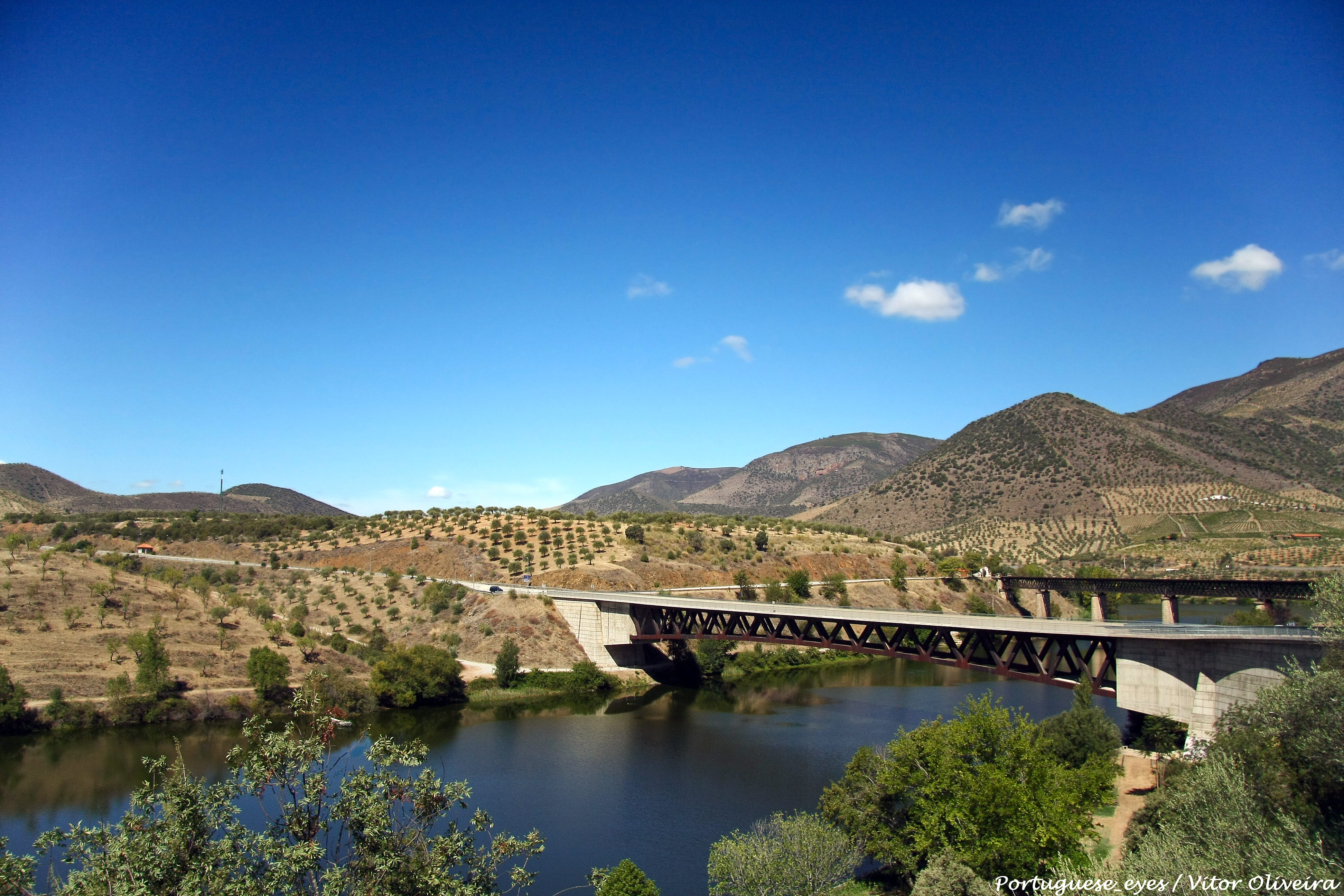
Rio Águeda

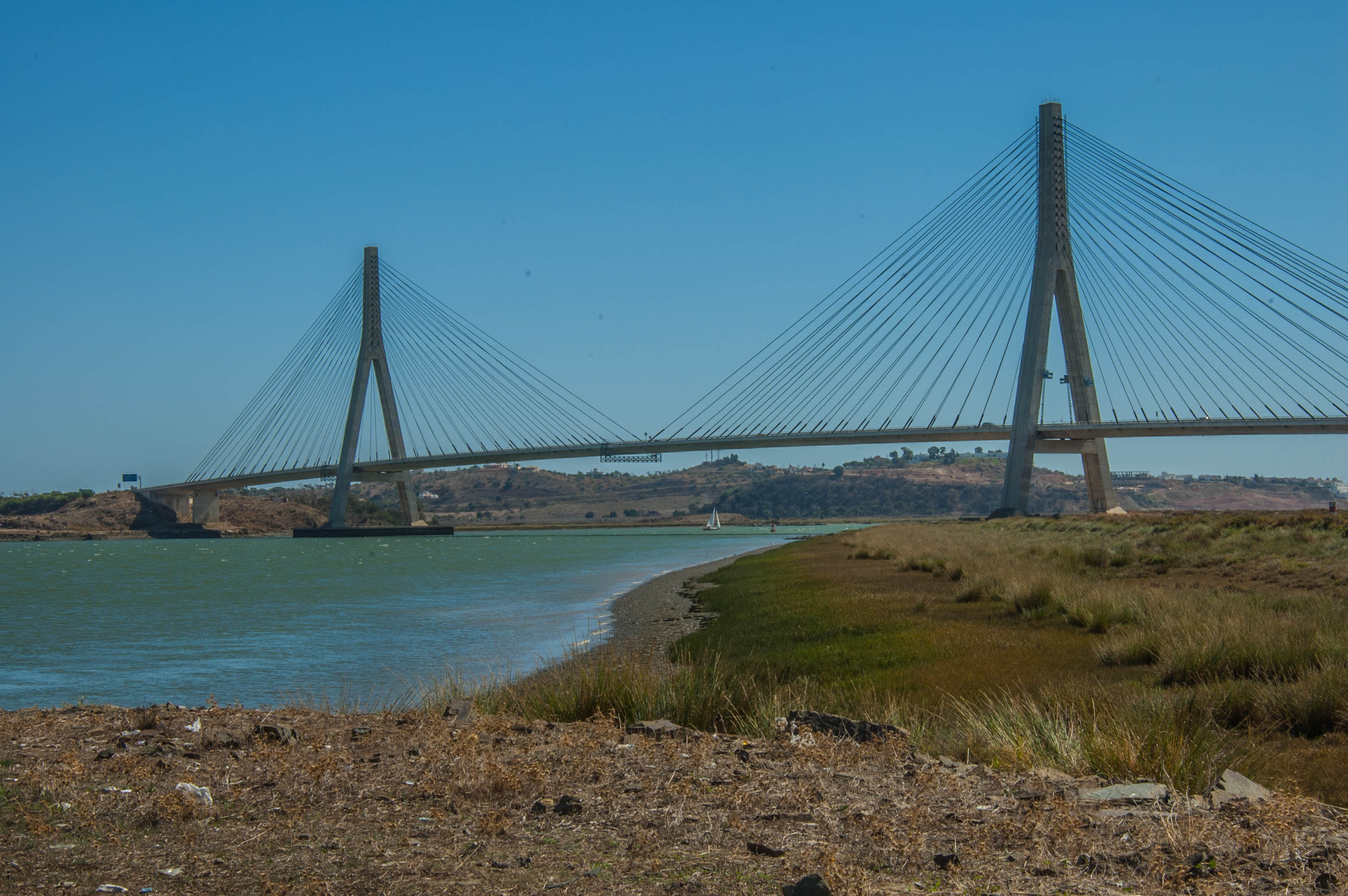
Brücke über den Guadiana

Die gemeinsame Grenze zwischen Portugal und Spanien, beides Mitgliedsstaaten der Europäischen Union (EU), hat eine Länge von 1224 Kilometern. Sie ist nicht nur die älteste Grenze zwischen zwei europäischen Staaten, sondern auch die längste auf dem Kontinentalsockel zwischen EU-Staaten. Sie geht großenteils auf den Vertrag von Zamora zurück, der 1141 zwischen  Alfons I. (dem Gründer und ersten König von Portugal) und Alfons VII. (dem König von León und Kastilien) geschlossen wurde.
Von den großen Flüssen der iberischen Halbinsel fließen drei in Westrichtung aus dem spanischen über die Grenze ins portugiesische Gebiet, um dort in den Nordatlantik zu münden: der Duero/Douro (sp./po. Namensform), der Tajo/Tejo und der/die Río Guadiana/Guadiana. Die Guadiana ist in ihrem letzten Abschnitt der südliche Grenzfluss. Der Rio Minho, zuvor heißt er spanisch Río Miño, bildet die portugiesische Nordgrenze.

## Gemeinden/Grenzübergänge an der Staatsgrenze (von Nord nach Süd)

Flüsse auf der Iberischen Halbinsel

| P O R T U G A L    | P O R T U G A L             | P O R T U G A L                                    | P O R T U G A L                            |                        | S P A N I E N      | S P A N I E N             | S P A N I E N | S P A N I E N |
| Distrikt           | Concelho (Kreis)            | Gemeinde                                           | Grenz- übertritt                           |                        | Grenz- übertritt   | Gemeinde                  | Provinz       | Region        |
| ------------------ | --------------------------- | -------------------------------------------------- | ------------------------------------------ | ---------------------- | ------------------ | ------------------------- | ------------- | ------------- |
| Atlantischer Ozean |                             |                                                    |                                            |                        |                    |                           |               |               |
| Viana do Castelo   | Caminha                     | Moledo e Cristelo                                  |                                            | R i o M i ñ o          |                    | A Guarda                  | Pontevedra    | Galicien      |
| Viana do Castelo   | Caminha                     | Caminha e Vilarelho                                |                                            | R i o M i ñ o          |                    | A Guarda                  | Pontevedra    | Galicien      |
| Viana do Castelo   | Caminha                     | Seixas                                             |                                            | R i o M i ñ o          |                    | A Guarda                  | Pontevedra    | Galicien      |
| Viana do Castelo   | Caminha                     | O Rosal                                            |                                            | R i o M i ñ o          |                    |                           | Pontevedra    | Galicien      |
| Viana do Castelo   | Caminha                     | Lanhelas                                           |                                            | R i o M i ñ o          |                    |                           | Pontevedra    | Galicien      |
| Viana do Castelo   | Vila Nova de Cerveira       | Gondarém                                           |                                            | R i o M i ñ o          |                    |                           | Pontevedra    | Galicien      |
| Viana do Castelo   | Vila Nova de Cerveira       | Gondarém                                           | Tomiño                                     | R i o M i ñ o          |                    |                           | Pontevedra    | Galicien      |
| Viana do Castelo   | Vila Nova de Cerveira       | Loivo                                              |                                            | R i o M i ñ o          |                    |                           | Pontevedra    | Galicien      |
| Viana do Castelo   | Vila Nova de Cerveira       | Vila Nova de Cerveira e Lovelhe                    |                                            | R i o M i ñ o          |                    |                           | Pontevedra    | Galicien      |
| Viana do Castelo   | Vila Nova de Cerveira       | Reboreda e Nogueira                                |                                            | R i o M i ñ o          |                    |                           | Pontevedra    | Galicien      |
| Viana do Castelo   | Vila Nova de Cerveira       | Campos e Vila Meã                                  |                                            | R i o M i ñ o          |                    |                           | Pontevedra    | Galicien      |
| Viana do Castelo   | Valença                     | São Pedro da Torre                                 |                                            | R i o M i ñ o          |                    |                           | Pontevedra    | Galicien      |
| Viana do Castelo   | Valença                     | Valença, Cristelo Covo e Arão                      |                                            | R i o M i ñ o          |                    |                           | Pontevedra    | Galicien      |
| Viana do Castelo   | Valença                     | Valença                                            |                                            | R i o M i ñ o          |                    |                           | Pontevedra    | Galicien      |
| Viana do Castelo   | Valença                     | Tui                                                |                                            | R i o M i ñ o          |                    |                           | Pontevedra    | Galicien      |
| Viana do Castelo   | Valença                     | Ganfei                                             |                                            | R i o M i ñ o          |                    |                           | Pontevedra    | Galicien      |
| Viana do Castelo   | Valença                     | Verdoejo                                           |                                            | R i o M i ñ o          |                    |                           | Pontevedra    | Galicien      |
| Viana do Castelo   | Valença                     | Friestas                                           |                                            | R i o M i ñ o          |                    |                           | Pontevedra    | Galicien      |
| Viana do Castelo   | Valença                     | Salvaterra de Miño                                 |                                            | R i o M i ñ o          |                    |                           | Pontevedra    | Galicien      |
| Viana do Castelo   | Monção                      | Lapela                                             |                                            | R i o M i ñ o          |                    |                           | Pontevedra    | Galicien      |
| Viana do Castelo   | Monção                      | Troporiz e Lapela                                  |                                            | R i o M i ñ o          |                    |                           | Pontevedra    | Galicien      |
| Viana do Castelo   | Monção                      | Mazedo e Cortes                                    |                                            | R i o M i ñ o          |                    |                           | Pontevedra    | Galicien      |
| Viana do Castelo   | Monção                      | Monção e Troviscoso                                |                                            | R i o M i ñ o          |                    |                           | Pontevedra    | Galicien      |
| Viana do Castelo   | Monção                      | As Neves                                           |                                            | R i o M i ñ o          |                    |                           | Pontevedra    | Galicien      |
| Viana do Castelo   | Monção                      | Bela                                               |                                            | R i o M i ñ o          |                    |                           | Pontevedra    | Galicien      |
| Viana do Castelo   | Monção                      | Barbeita                                           |                                            | R i o M i ñ o          |                    |                           | Pontevedra    | Galicien      |
| Viana do Castelo   | Monção                      | Ceivães e Badim                                    |                                            | R i o M i ñ o          |                    |                           | Pontevedra    | Galicien      |
| Viana do Castelo   | Monção                      | Messegães, Valadares e Sá                          |                                            | R i o M i ñ o          |                    |                           | Pontevedra    | Galicien      |
| Viana do Castelo   | Monção                      | Arbo                                               |                                            | R i o M i ñ o          |                    |                           | Pontevedra    | Galicien      |
| Viana do Castelo   | Melgaço                     | Penso                                              |                                            | R i o M i ñ o          |                    |                           | Pontevedra    | Galicien      |
| Viana do Castelo   | Melgaço                     | Alvaredo                                           |                                            | R i o M i ñ o          |                    |                           | Pontevedra    | Galicien      |
| Viana do Castelo   | Melgaço                     | Paderne                                            |                                            | R i o M i ñ o          |                    |                           | Pontevedra    | Galicien      |
| Viana do Castelo   | Melgaço                     | Prado e Remoães                                    |                                            | R i o M i ñ o          |                    |                           | Pontevedra    | Galicien      |
| Viana do Castelo   | Melgaço                     | Vila e Roussas                                     |                                            | R i o M i ñ o          |                    |                           | Pontevedra    | Galicien      |
| Viana do Castelo   | Melgaço                     | Chaviães e Paços                                   |                                            | R i o M i ñ o          |                    |                           | Pontevedra    | Galicien      |
| Viana do Castelo   | Melgaço                     | Crecente                                           |                                            | R i o M i ñ o          |                    |                           | Pontevedra    | Galicien      |
| Viana do Castelo   | Melgaço                     | Cristoval                                          |                                            | R i o M i ñ o          |                    |                           | Pontevedra    | Galicien      |
| Viana do Castelo   | Melgaço                     | T r a n c o s o                                    |                                            | Padrenda               | Ourense            |                           |               | Galicien      |
| Viana do Castelo   | Melgaço                     | T r a n c o s o                                    | Fiães                                      | Padrenda               | Ourense            |                           |               | Galicien      |
| Viana do Castelo   | Melgaço                     | T r a n c o s o                                    | Cristoval                                  | Padrenda               | Ourense            |                           |               | Galicien      |
| Viana do Castelo   | Melgaço                     | T r a n c o s o                                    | Castro Laboreiro e Lamas de Mouro          | Padrenda               | Ourense            |                           |               | Galicien      |
| Viana do Castelo   | Melgaço                     | K a n t a b r i s c h e s G e b i r g e            |                                            | Padrenda               | Ourense            |                           |               | Galicien      |
| Viana do Castelo   | Melgaço                     | Quintela de Leirado                                |                                            |                        | Ourense            |                           |               | Galicien      |
| Viana do Castelo   | Melgaço                     | Verea                                              |                                            |                        | Ourense            |                           |               | Galicien      |
| Viana do Castelo   | Melgaço                     | Lobeira                                            |                                            |                        | Ourense            |                           |               | Galicien      |
| Viana do Castelo   | Melgaço                     | Entrimo                                            |                                            |                        | Ourense            |                           |               | Galicien      |
| Viana do Castelo   | Arcos de Valdevez           | Soajo                                              |                                            |                        | Ourense            |                           |               | Galicien      |
| Viana do Castelo   | Arcos de Valdevez           | Soajo                                              | Lobios                                     |                        | Ourense            |                           |               | Galicien      |
| Viana do Castelo   | Ponte da Barca              | Lindoso                                            |                                            |                        | Ourense            |                           |               | Galicien      |
| Braga              | Terras de Bouro             | Campo do Gerês                                     |                                            |                        | Ourense            |                           |               | Galicien      |
| Vila Real          | Montalegre                  | Cabril                                             |                                            |                        | Ourense            |                           |               | Galicien      |
| Vila Real          | Montalegre                  | Outeiro                                            |                                            |                        | Ourense            |                           |               | Galicien      |
| Vila Real          | Montalegre                  | Pitões das Júnias                                  |                                            |                        | Ourense            |                           |               | Galicien      |
| Vila Real          | Montalegre                  | Muíños                                             |                                            |                        | Ourense            |                           |               | Galicien      |
| Vila Real          | Montalegre                  | Tourém                                             |                                            |                        | Ourense            |                           |               | Galicien      |
| Vila Real          | Montalegre                  | Calvos de Randín                                   |                                            |                        | Ourense            |                           |               | Galicien      |
| Vila Real          | Montalegre                  | Sezelhe e Covelães                                 |                                            |                        | Ourense            |                           |               | Galicien      |
| Vila Real          | Montalegre                  | Cambeses do Rio, Donões e Mourilhe                 |                                            |                        | Ourense            |                           |               | Galicien      |
| Vila Real          | Montalegre                  | Montalegre e Padroso                               |                                            |                        | Ourense            |                           |               | Galicien      |
| Vila Real          | Montalegre                  | Baltar                                             |                                            |                        | Ourense            |                           |               | Galicien      |
| Vila Real          | Montalegre                  | Meixedo e Padornelos                               |                                            |                        | Ourense            |                           |               | Galicien      |
| Vila Real          | Montalegre                  | Gralhas                                            |                                            |                        | Ourense            |                           |               | Galicien      |
| Vila Real          | Montalegre                  | Santo André                                        |                                            |                        | Ourense            |                           |               | Galicien      |
| Vila Real          | Montalegre                  | Verín                                              |                                            |                        | Ourense            |                           |               | Galicien      |
| Vila Real          | Montalegre                  | Vilar de Perdizes e Meixide                        |                                            |                        | Ourense            |                           |               | Galicien      |
| Vila Real          | Montalegre                  | Monterrei                                          |                                            |                        | Ourense            |                           |               | Galicien      |
| Vila Real          | Montalegre                  | Oímbra                                             |                                            |                        | Ourense            |                           |               | Galicien      |
| Vila Real          | Chaves                      | Calvão e Soutelinho da Raia                        |                                            |                        | Ourense            |                           |               | Galicien      |
| Vila Real          | Chaves                      | Ervededo                                           |                                            |                        | Ourense            |                           |               | Galicien      |
| Vila Real          | Chaves                      | Vilarelho da Raia                                  |                                            |                        | Ourense            |                           |               | Galicien      |
| Vila Real          | Chaves                      | Verín                                              |                                            |                        | Ourense            |                           |               | Galicien      |
| Vila Real          | Chaves                      | Oímbra                                             |                                            |                        | Ourense            |                           |               | Galicien      |
| Vila Real          | Chaves                      | Verín                                              |                                            |                        | Ourense            |                           |               | Galicien      |
| Vila Real          | Chaves                      | Outeiro Seco                                       |                                            |                        | Ourense            |                           |               | Galicien      |
| Vila Real          | Chaves                      | Vila Verde da Raia                                 |                                            |                        | Ourense            |                           |               | Galicien      |
| Vila Real          | Chaves                      | Lama de Arcos                                      |                                            |                        | Ourense            |                           |               | Galicien      |
| Vila Real          | Chaves                      | Vilardevós                                         |                                            |                        | Ourense            |                           |               | Galicien      |
| Vila Real          | Chaves                      | Mairos                                             |                                            |                        | Ourense            |                           |               | Galicien      |
| Vila Real          | Chaves                      | Travancas e Roriz                                  |                                            |                        | Ourense            |                           |               | Galicien      |
| Vila Real          | Chaves                      | São Vicente                                        |                                            |                        | Ourense            |                           |               | Galicien      |
| Bragança           | Vinhais                     | Vilar Seco de Lomba                                |                                            |                        | Ourense            |                           |               | Galicien      |
| Bragança           | Vinhais                     | Vilar Seco de Lomba                                | Riós                                       |                        | Ourense            |                           |               | Galicien      |
| Bragança           | Vinhais                     | Quirás e Pinheiro Novo                             |                                            |                        | Ourense            |                           |               | Galicien      |
| Bragança           | Vinhais                     | A Gudiña                                           |                                            |                        | Ourense            |                           |               | Galicien      |
| Bragança           | Vinhais                     | A Mezquita                                         |                                            |                        | Ourense            |                           |               | Galicien      |
| Bragança           | Vinhais                     | Moimenta e Montouto                                |                                            |                        | Ourense            |                           |               | Galicien      |
| Bragança           | Vinhais                     |                                                    | Hermisende                                 | Zamora                 | Kastilien und León |                           |               |               |
| Bragança           | Vinhais                     | Soeira, Fresulfe e Mofreita                        | Hermisende                                 | Zamora                 | Kastilien und León |                           |               |               |
| Bragança           | Bragança                    | Parâmio                                            | Hermisende                                 | Zamora                 | Kastilien und León |                           |               |               |
| Bragança           | Bragança                    | Espinhosela                                        | Hermisende                                 | Zamora                 | Kastilien und León |                           |               |               |
| Bragança           | Bragança                    | Carragosa                                          | Hermisende                                 | Zamora                 | Kastilien und León |                           |               |               |
| Bragança           | Bragança                    | França                                             | Hermisende                                 | Zamora                 | Kastilien und León |                           |               |               |
| Bragança           | Bragança                    | Requejo                                            |                                            | Zamora                 | Kastilien und León |                           |               |               |
| Bragança           | Bragança                    | Pedralba de la Pradería                            |                                            | Zamora                 | Kastilien und León |                           |               |               |
| Bragança           | Bragança                    | Aveleda e Rio de Onor                              |                                            | Zamora                 | Kastilien und León |                           |               |               |
| Bragança           | Bragança                    | Puebla de Sanabria                                 |                                            | Zamora                 | Kastilien und León |                           |               |               |
| Bragança           | Bragança                    | Manzanal de Arríba                                 |                                            | Zamora                 | Kastilien und León |                           |               |               |
| Bragança           | Bragança                    | Figueruela de Arriba                               |                                            | Zamora                 | Kastilien und León |                           |               |               |
| Bragança           | Bragança                    | São Julião de Palácios e Deilão                    |                                            | Zamora                 | Kastilien und León |                           |               |               |
| Bragança           | Bragança                    | Trabazos                                           |                                            | Zamora                 | Kastilien und León |                           |               |               |
| Bragança           | Bragança                    | Quintanilha                                        |                                            | Zamora                 | Kastilien und León |                           |               |               |
| Bragança           | Bragança                    | Outeiro                                            |                                            | Zamora                 | Kastilien und León |                           |               |               |
| Bragança           | Vimioso                     | Pinelo                                             |                                            | Zamora                 | Kastilien und León |                           |               |               |
| Bragança           | Vimioso                     | Vale de Frades e Avelanoso                         |                                            | Zamora                 | Kastilien und León |                           |               |               |
| Bragança           | Vimioso                     | Rábano de Aliste                                   |                                            | Zamora                 | Kastilien und León |                           |               |               |
| Bragança           | Vimioso                     | Alcañices                                          |                                            | Zamora                 | Kastilien und León |                           |               |               |
| Bragança           | Miranda do Douro            | São Martinho de Angueira                           |                                            | Zamora                 | Kastilien und León |                           |               |               |
| Bragança           | Miranda do Douro            | Constantim e Cicouro                               |                                            | Zamora                 | Kastilien und León |                           |               |               |
| Bragança           | Miranda do Douro            | Fonfría                                            |                                            | Zamora                 | Kastilien und León |                           |               |               |
| Bragança           | Miranda do Douro            | Ifanes e Paradela                                  |                                            | Zamora                 | Kastilien und León |                           |               |               |
| Bragança           | Miranda do Douro            | D u e r o                                          |                                            | Zamora                 | Kastilien und León | Villardiegua de la Ribera |               |               |
| Bragança           | Miranda do Douro            | D u e r o                                          | Miranda do Douro                           | Zamora                 | Kastilien und León | Villardiegua de la Ribera |               |               |
| Bragança           | Miranda do Douro            | D u e r o                                          | Torregamones                               | Zamora                 | Kastilien und León |                           |               |               |
| Bragança           | Miranda do Douro            | D u e r o                                          | Fariza                                     | Zamora                 | Kastilien und León |                           |               |               |
| Bragança           | Miranda do Douro            | D u e r o                                          | Duas Igrejas                               | Zamora                 | Kastilien und León |                           |               |               |
| Bragança           | Miranda do Douro            | D u e r o                                          | Vila Chã de Braciosa                       | Zamora                 | Kastilien und León |                           |               |               |
| Bragança           | Miranda do Douro            | D u e r o                                          | Villar del Buey                            | Zamora                 | Kastilien und León |                           |               |               |
| Bragança           | Miranda do Douro            | D u e r o                                          | Picote                                     | Zamora                 | Kastilien und León |                           |               |               |
| Bragança           | Miranda do Douro            | D u e r o                                          | Sendim e Atenor                            | Zamora                 | Kastilien und León |                           |               |               |
| Bragança           | Miranda do Douro            | D u e r o                                          | Fermoselle                                 | Zamora                 | Kastilien und León |                           |               |               |
| Bragança           | Mogadouro                   | D u e r o                                          | Urrós                                      | Zamora                 | Kastilien und León |                           |               |               |
| Bragança           | Mogadouro                   | D u e r o                                          | Bemposta                                   | Zamora                 | Kastilien und León |                           |               |               |
| Bragança           | Mogadouro                   | D u e r o                                          |                                            | Villarino de los Aires | Kastilien und León | Salamanca                 |               |               |
| Bragança           | Mogadouro                   | D u e r o                                          | Pereña de la Ribera                        |                        | Kastilien und León | Salamanca                 |               |               |
| Bragança           | Mogadouro                   | D u e r o                                          | Peredo da Bemposta                         |                        | Kastilien und León | Salamanca                 |               |               |
| Bragança           | Mogadouro                   | D u e r o                                          | Vilarinho dos Galegos e Ventozelo          |                        | Kastilien und León | Salamanca                 |               |               |
| Bragança           | Mogadouro                   | D u e r o                                          | Masueco                                    |                        | Kastilien und León | Salamanca                 |               |               |
| Bragança           | Mogadouro                   | D u e r o                                          | Aldeadávila de la Ribera                   |                        | Kastilien und León | Salamanca                 |               |               |
| Bragança           | Mogadouro                   | D u e r o                                          | Bruçó                                      |                        | Kastilien und León | Salamanca                 |               |               |
| Bragança           | Freixo de Espada à Cinta    | D u e r o                                          | Lagoaça e Fornos                           |                        | Kastilien und León | Salamanca                 |               |               |
| Bragança           | Freixo de Espada à Cinta    | D u e r o                                          | Lagoaça e Fornos                           | Mieza                  | Kastilien und León | Salamanca                 |               |               |
| Bragança           | Freixo de Espada à Cinta    | D u e r o                                          | Freixo de Espada à Cinta                   |                        | Kastilien und León | Salamanca                 |               |               |
| Bragança           | Freixo de Espada à Cinta    | D u e r o                                          | Vilvestre                                  |                        | Kastilien und León | Salamanca                 |               |               |
| Bragança           | Freixo de Espada à Cinta    | D u e r o                                          | Saucelle                                   |                        | Kastilien und León | Salamanca                 |               |               |
| Bragança           | Freixo de Espada à Cinta    | D u e r o                                          | Hinojosa de Duero                          |                        | Kastilien und León | Salamanca                 |               |               |
| Bragança           | Freixo de Espada à Cinta    | D u e r o                                          | Poiares                                    |                        | Kastilien und León | Salamanca                 |               |               |
| Bragança           | Freixo de Espada à Cinta    | D u e r o                                          | La Fregeneda                               |                        | Kastilien und León | Salamanca                 |               |               |
| Guarda             | Figueira de Castelo Rodrigo | Escalhão                                           |                                            | Á g u e d a            | Kastilien und León | Salamanca                 |               |               |
| Guarda             | Figueira de Castelo Rodrigo | Mata de Lobos                                      |                                            | Á g u e d a            | Kastilien und León | Salamanca                 |               |               |
| Guarda             | Figueira de Castelo Rodrigo | Hinojosa de Duero                                  |                                            | Á g u e d a            | Kastilien und León | Salamanca                 |               |               |
| Guarda             | Figueira de Castelo Rodrigo | Sobradillo                                         |                                            | Á g u e d a            | Kastilien und León | Salamanca                 |               |               |
| Guarda             | Figueira de Castelo Rodrigo | Almofala e Escarigo                                |                                            | Á g u e d a            | Kastilien und León | Salamanca                 |               |               |
| Guarda             | Figueira de Castelo Rodrigo | Ahigal de los Aceiteros                            |                                            | Á g u e d a            | Kastilien und León | Salamanca                 |               |               |
| Guarda             | Figueira de Castelo Rodrigo | I b e r i s c h e s S c h e i d e g e b i r g e    |                                            | Puerto Seguro          | Kastilien und León | Salamanca                 |               |               |
| Guarda             | Figueira de Castelo Rodrigo | I b e r i s c h e s S c h e i d e g e b i r g e    | La Bouza                                   |                        | Kastilien und León | Salamanca                 |               |               |
| Guarda             | Figueira de Castelo Rodrigo | I b e r i s c h e s S c h e i d e g e b i r g e    | Villar de Ciervo                           |                        | Kastilien und León | Salamanca                 |               |               |
| Guarda             | Almeida                     | I b e r i s c h e s S c h e i d e g e b i r g e    | Malpartida e Vale de Coelha                |                        | Kastilien und León | Salamanca                 |               |               |
| Guarda             | Almeida                     | I b e r i s c h e s S c h e i d e g e b i r g e    | Malpartida e Vale de Coelha                | Aldea del Obispo       | Kastilien und León | Salamanca                 |               |               |
| Guarda             | Almeida                     | I b e r i s c h e s S c h e i d e g e b i r g e    | Vale da Mula                               |                        | Kastilien und León | Salamanca                 |               |               |
| Guarda             | Almeida                     | I b e r i s c h e s S c h e i d e g e b i r g e    | São Pedro de Rio Seco                      |                        | Kastilien und León | Salamanca                 |               |               |
| Guarda             | Almeida                     | I b e r i s c h e s S c h e i d e g e b i r g e    | La Alameda de Gardón                       |                        | Kastilien und León | Salamanca                 |               |               |
| Guarda             | Almeida                     | I b e r i s c h e s S c h e i d e g e b i r g e    | Vilar Formoso                              |                        | Kastilien und León | Salamanca                 |               |               |
| Guarda             | Almeida                     | I b e r i s c h e s S c h e i d e g e b i r g e    | Fuentes de Oñoro                           |                        | Kastilien und León | Salamanca                 |               |               |
| Guarda             | Almeida                     | I b e r i s c h e s S c h e i d e g e b i r g e    | Freineda                                   |                        | Kastilien und León | Salamanca                 |               |               |
| Guarda             | Almeida                     | I b e r i s c h e s S c h e i d e g e b i r g e    | Nave de Haver                              |                        | Kastilien und León | Salamanca                 |               |               |
| Guarda             | Almeida                     | I b e r i s c h e s S c h e i d e g e b i r g e    | Espeja                                     |                        | Kastilien und León | Salamanca                 |               |               |
| Guarda             | Almeida                     | I b e r i s c h e s S c h e i d e g e b i r g e    | La Alamedilla                              |                        | Kastilien und León | Salamanca                 |               |               |
| Guarda             | Sabugal                     | I b e r i s c h e s S c h e i d e g e b i r g e    | Aldeia da Ribeira, Vilar Maior e Badamalos |                        | Kastilien und León | Salamanca                 |               |               |
| Guarda             | Sabugal                     | I b e r i s c h e s S c h e i d e g e b i r g e    | Aldeia da Ponte                            |                        | Kastilien und León | Salamanca                 |               |               |
| Guarda             | Sabugal                     | I b e r i s c h e s S c h e i d e g e b i r g e    | La Alberguería de Argañán                  |                        | Kastilien und León | Salamanca                 |               |               |
| Guarda             | Sabugal                     | I b e r i s c h e s S c h e i d e g e b i r g e    | Lajeosa e Forcalhos                        |                        | Kastilien und León | Salamanca                 |               |               |
| Guarda             | Sabugal                     | I b e r i s c h e s S c h e i d e g e b i r g e    | Casillas de Flores                         |                        | Kastilien und León | Salamanca                 |               |               |
| Guarda             | Sabugal                     | I b e r i s c h e s S c h e i d e g e b i r g e    | Navasfrías                                 |                        | Kastilien und León | Salamanca                 |               |               |
| Guarda             | Sabugal                     | I b e r i s c h e s S c h e i d e g e b i r g e    | Aldeia do Bispo                            |                        | Kastilien und León | Salamanca                 |               |               |
| Guarda             | Sabugal                     | I b e r i s c h e s S c h e i d e g e b i r g e    | Fóios                                      |                        | Kastilien und León | Salamanca                 |               |               |
| Guarda             | Sabugal                     | I b e r i s c h e s S c h e i d e g e b i r g e    |                                            | Valverde del Fresno    | Cáceres            | Extremadura               |               |               |
| Guarda             | Sabugal                     | I b e r i s c h e s S c h e i d e g e b i r g e    | Vale de Espinho                            | Valverde del Fresno    | Cáceres            | Extremadura               |               |               |
| Castelo Branco     | Penamacor                   | I b e r i s c h e s S c h e i d e g e b i r g e    | Penamacor                                  | Valverde del Fresno    | Cáceres            | Extremadura               |               |               |
| Castelo Branco     | Idanha-a-Nova               | I b e r i s c h e s S c h e i d e g e b i r g e    | Penha Garcia                               | Valverde del Fresno    | Cáceres            | Extremadura               |               |               |
| Castelo Branco     | Idanha-a-Nova               | I b e r i s c h e s S c h e i d e g e b i r g e    | Penha Garcia                               | Cilleros               | Cáceres            | Extremadura               |               |               |
| Castelo Branco     | Idanha-a-Nova               | I b e r i s c h e s S c h e i d e g e b i r g e    | Penha Garcia                               | Zarza la Mayor         | Cáceres            | Extremadura               |               |               |
| Castelo Branco     | Idanha-a-Nova               | I b e r i s c h e s S c h e i d e g e b i r g e    | Monfortinho e Salvaterra do Extremo        |                        | Cáceres            | Extremadura               |               |               |
| Castelo Branco     | Idanha-a-Nova               | I b e r i s c h e s S c h e i d e g e b i r g e    | Alcántara                                  |                        | Cáceres            | Extremadura               |               |               |
| Castelo Branco     | Idanha-a-Nova               | I b e r i s c h e s S c h e i d e g e b i r g e    | Zebreira e Segura                          |                        | Cáceres            | Extremadura               |               |               |
| Castelo Branco     | Idanha-a-Nova               | I b e r i s c h e s S c h e i d e g e b i r g e    | Rosmaninhal                                |                        | Cáceres            | Extremadura               |               |               |
| Castelo Branco     | Idanha-a-Nova               | T a j o                                            |                                            |                        | Cáceres            | Extremadura               |               |               |
| Castelo Branco     | Idanha-a-Nova               | Membrío                                            |                                            |                        | Cáceres            | Extremadura               |               |               |
| Castelo Branco     | Idanha-a-Nova               | Carbajo                                            |                                            |                        | Cáceres            | Extremadura               |               |               |
| Castelo Branco     | Idanha-a-Nova               | Santiago de Alcántara                              |                                            |                        | Cáceres            | Extremadura               |               |               |
| Castelo Branco     | Castelo Branco              | Monforte da Beira                                  |                                            |                        | Cáceres            | Extremadura               |               |               |
| Castelo Branco     | Castelo Branco              | Malpica do Tejo                                    |                                            |                        | Cáceres            | Extremadura               |               |               |
| Castelo Branco     | Castelo Branco              | Herrera de Alcántara                               |                                            |                        | Cáceres            | Extremadura               |               |               |
| Castelo Branco     | Castelo Branco              | Cedillo                                            |                                            |                        | Cáceres            | Extremadura               |               |               |
| Portalegre         | Nisa                        | Montalvão                                          |                                            | S e v e r              | Cáceres            | Extremadura               |               |               |
| Portalegre         | Nisa                        | Espírito Santo, Nossa Senhora da Graça e São Simão |                                            | S e v e r              | Cáceres            | Extremadura               |               |               |
| Portalegre         | Nisa                        | Herrera de Alcántara                               |                                            | S e v e r              | Cáceres            | Extremadura               |               |               |
| Portalegre         | Nisa                        | Valencia de Alcántara                              |                                            | S e v e r              | Cáceres            | Extremadura               |               |               |
| Portalegre         | Castelo de Vide             | Santa Maria da Devesa                              |                                            | S e v e r              | Cáceres            | Extremadura               |               |               |
| Portalegre         | Marvão                      | Santo António das Areias                           |                                            | S e v e r              | Cáceres            | Extremadura               |               |               |
| Portalegre         | Marvão                      | Santa Maria de Marvão                              |                                            |                        | Cáceres            | Extremadura               |               |               |
| Portalegre         | Portalegre                  | Reguengo e São Julião                              |                                            |                        | Cáceres            | Extremadura               |               |               |
| Portalegre         | Portalegre                  | Reguengo e São Julião                              |                                            | La Codosera            | Badajoz            | Extremadura               |               |               |
| Portalegre         | Portalegre                  | Alegrete                                           |                                            | La Codosera            | Badajoz            | Extremadura               |               |               |
| Portalegre         | Arronches                   | Esperança                                          |                                            | La Codosera            | Badajoz            | Extremadura               |               |               |
| Portalegre         | Arronches                   | Esperança                                          | Alburquerque                               |                        | Badajoz            | Extremadura               |               |               |
| Portalegre         | Arronches                   | Arronches                                          |                                            |                        | Badajoz            | Extremadura               |               |               |
| Portalegre         | Campo Maior                 | Nossa Senhora da Graça dos Degolados               |                                            |                        | Badajoz            | Extremadura               |               |               |
| Portalegre         | Campo Maior                 | São João Baptista                                  |                                            |                        | Badajoz            | Extremadura               |               |               |
| Portalegre         | Campo Maior                 | Nossa Senhora da Expectação                        |                                            |                        | Badajoz            | Extremadura               |               |               |
| Portalegre         | Campo Maior                 | Badajoz                                            |                                            |                        | Badajoz            | Extremadura               |               |               |
| Portalegre         | Elvas                       | Caia, São Pedro e Alcáçova                         |                                            |                        | Badajoz            | Extremadura               |               |               |
| Portalegre         | Elvas                       | Assunção, Ajuda, Salvador e Santo Ildefonso        |                                            |                        | Badajoz            | Extremadura               |               |               |
| Portalegre         | Elvas                       | G u a d i a n a                                    |                                            |                        | Badajoz            | Extremadura               |               |               |
| Portalegre         | Elvas                       | Olivenza                                           |                                            |                        | Badajoz            | Extremadura               |               |               |
| Portalegre         | Alandroal                   | Alandroal, São Brás dos Matos e Juromenha          |                                            |                        | Badajoz            | Extremadura               |               |               |
| Portalegre         | Alandroal                   | Alandroal, São Brás dos Matos e Juromenha          | Alconchel                                  |                        | Badajoz            | Extremadura               |               |               |
| Portalegre         | Alandroal                   | Alandroal, São Brás dos Matos e Juromenha          | Cheles                                     |                        | Badajoz            | Extremadura               |               |               |
| Portalegre         | Alandroal                   | Capelins                                           |                                            |                        | Badajoz            | Extremadura               |               |               |
| Portalegre         | Alandroal                   | Alconchel                                          |                                            |                        | Badajoz            | Extremadura               |               |               |
| Portalegre         | Alandroal                   | Villanueva del Fresno                              |                                            |                        | Badajoz            | Extremadura               |               |               |
| Portalegre         | Mourão                      | Mourão                                             |                                            |                        | Badajoz            | Extremadura               |               |               |
| Portalegre         | Mourão                      | Mourão                                             |                                            |                        | Badajoz            | Extremadura               |               |               |
| Portalegre         | Mourão                      | Granja                                             |                                            |                        | Badajoz            | Extremadura               |               |               |
| Portalegre         | Mourão                      | Valencia del Mombuey                               |                                            |                        | Badajoz            | Extremadura               |               |               |
| Beja               | Mourão                      | Barrancos                                          |                                            |                        | Badajoz            | Extremadura               |               |               |
| Beja               | Mourão                      | Barrancos                                          | Oliva de la Frontera                       |                        | Badajoz            | Extremadura               |               |               |
| Beja               | Mourão                      | Barrancos                                          |                                            | Encinasola             | Huelva             | Andalusien                |               |               |
| Beja               | Moura                       | Safara e Santo Aleixo da Restauração               |                                            | Encinasola             | Huelva             | Andalusien                |               |               |
| Beja               | Moura                       | Safara e Santo Aleixo da Restauração               | Aroche                                     |                        | Huelva             | Andalusien                |               |               |
| Beja               | Moura                       | Safara e Santo Aleixo da Restauração               | Rosal de la Frontera                       |                        | Huelva             | Andalusien                |               |               |
| Beja               | Moura                       | Sobral da Adiça                                    |                                            |                        | Huelva             | Andalusien                |               |               |
| Beja               | Serpa                       | Vila Verde de Ficalho                              |                                            |                        | Huelva             | Andalusien                |               |               |
| Beja               | Serpa                       | Vila Verde de Ficalho                              | C h a n z a                                |                        | Huelva             | Andalusien                |               |               |
| Beja               | Serpa                       | Vila Verde de Ficalho                              | Santa Bárbara de Casa                      |                        | Huelva             | Andalusien                |               |               |
| Beja               | Serpa                       | Vila Verde de Ficalho                              | Paymogo                                    |                        | Huelva             | Andalusien                |               |               |
| Beja               | Mértola                     | Corte do Pinto                                     |                                            |                        | Huelva             | Andalusien                |               |               |
| Beja               | Mértola                     | Corte do Pinto                                     | Puebla de Guzmán                           |                        | Huelva             | Andalusien                |               |               |
| Beja               | Mértola                     | Santana de Cambas                                  |                                            |                        | Huelva             | Andalusien                |               |               |
| Beja               | Mértola                     | El Almendro                                        |                                            |                        | Huelva             | Andalusien                |               |               |
| Beja               | Mértola                     | El Granado                                         |                                            |                        | Huelva             | Andalusien                |               |               |
| Beja               | Mértola                     | Espírito Santo                                     |                                            |                        | Huelva             | Andalusien                |               |               |
| Faro               | Alcoutim                    | Alcoutim e Pereiro                                 |                                            |                        | Huelva             | Andalusien                |               |               |
| Faro               | Alcoutim                    | Alcoutim e Pereiro                                 | Sanlúcar de Guadiana                       |                        | Huelva             | Andalusien                |               |               |
| Faro               | Alcoutim                    | Alcoutim e Pereiro                                 | San Silvestre de Guzmán                    |                        | Huelva             | Andalusien                |               |               |
| Faro               | Alcoutim                    | Alcoutim e Pereiro                                 | Ayamonte                                   |                        | Huelva             | Andalusien                |               |               |
| Faro               | Castro Marim                | Odeleite                                           |                                            |                        | Huelva             | Andalusien                |               |               |
| Faro               | Castro Marim                | Azinhal                                            |                                            |                        | Huelva             | Andalusien                |               |               |
| Faro               | Castro Marim                | Castro Marim                                       |                                            |                        | Huelva             | Andalusien                |               |               |
| Faro               | Vila Real de Santo António  | Vila Real de Santo António                         |                                            |                        | Huelva             | Andalusien                |               |               |
| Atlantischer Ozean |                             |                                                    |                                            |                        |                    |                           |               |               |